# 阿尔代亚

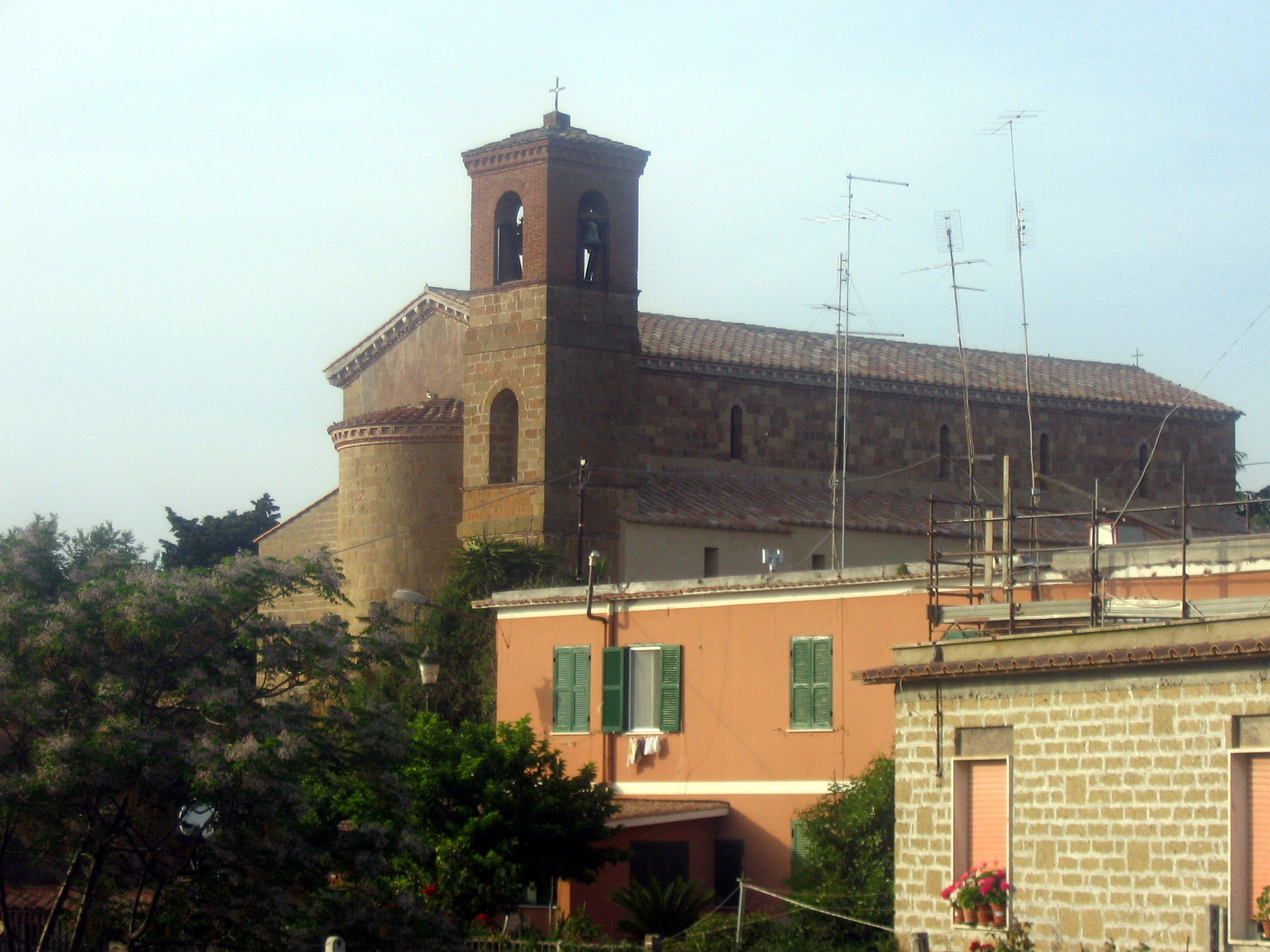
教堂

阿尔代亚（義大利語：Ardea）是意大利拉齐奥大区羅馬首都廣域市的一个镇，面积50平方公里，人口40,010人（2007年）。